# Remartinia luteipennis
Remartinia luteipennis е вид водно конче от семейство Aeshnidae. Видът не е застрашен от изчезване.

## Разпространение
Разпространен е в Аржентина, Бразилия, Венецуела, Еквадор, Коста Рика, Мексико, Никарагуа, Панама, Парагвай, САЩ и Хондурас.